# زنجار

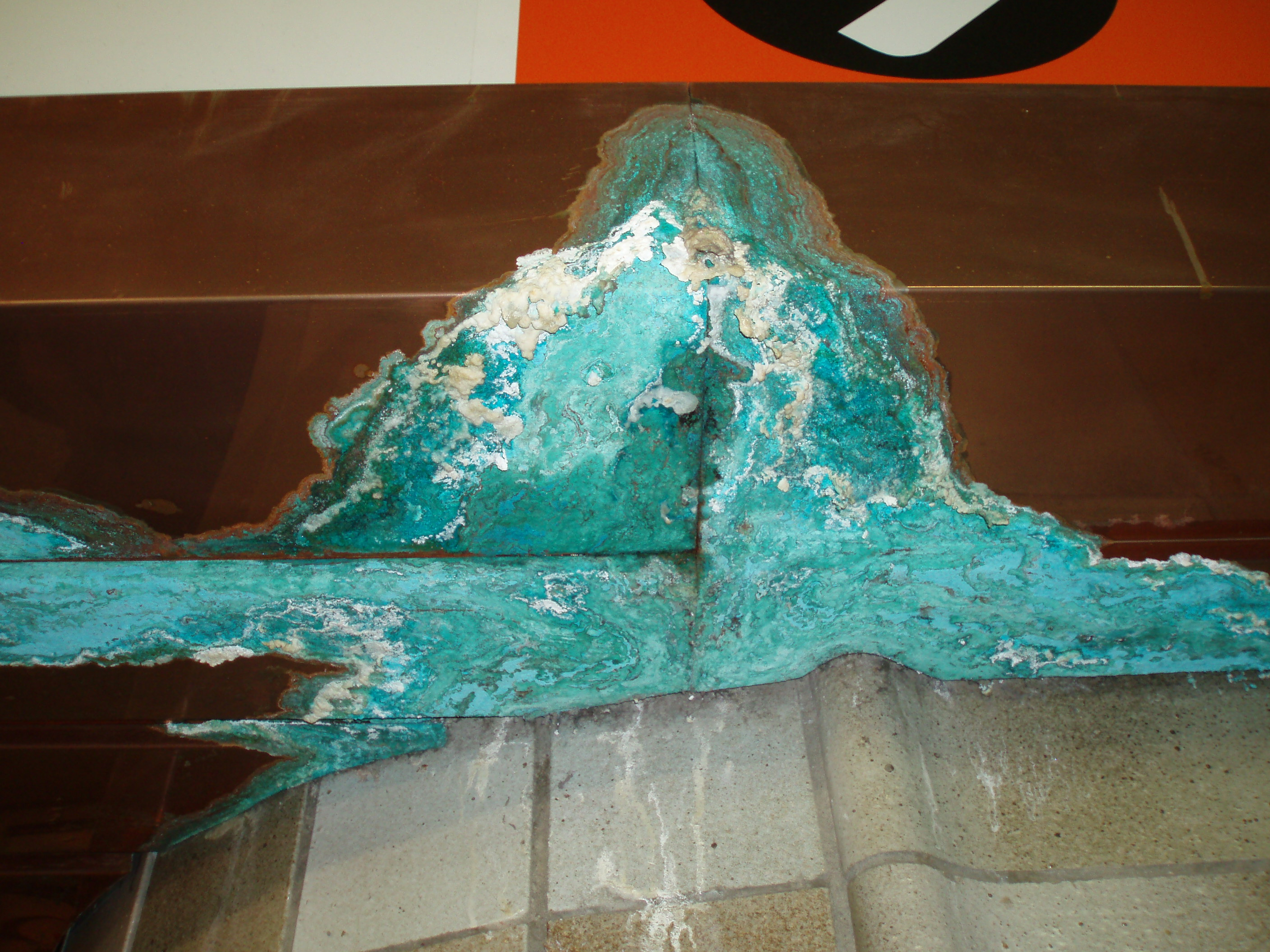
زنجار النحاس

زِنْجَار النحاس أو خنزار هو خضاب أخضر اللون يتكون كيميائياً من أملاح النحاس مثل أسيتات النحاس القاعدية وكربونات النحاس القاعدية.
يستخدم زنجار النحاس في تشكيل الطبقات الحامية (كسوة) أسطح المباني والتماثيل لحمايتها من التآكل.

## التاريخ
عرف الزنجار منذ العصور القديمة وكان يستحصل من أثر الخل على الأواني والقدور النحاسية.
وضح البيروني في كتابه الصيدنة الفرق بين الزنجار (كربونات النحاس القاعدية) وكبريتات النحاس وذلك بالتسخين، إشارة منه إلى تفكك الكربونات بالتسخين.
وقد شرح أحد أرباب الكيمياء صنع الزنجار شعرا
| زنجار | من يحب عمل الزنجار *** الطيب النافذ للعطار فليبدأ بحرق النحاس *** مقدار رطل منه بالقياس ثم يضيف بعده للرطل *** فنصفه ثلثين بدون هزل نشادرا معتدلا إن أمكنه *** يوزن بالدراهم المعينة وبعده ملح الطعام أوقية *** يسحق في المهراس او بالأرحية ويسحق الكل بفهر قاسي *** يماح في طاسة من نحاس بالخل بالغا يكون ما مضى *** فيه بيان من مقال انقضى | زنجار |